# Fédération Internationale des Sociétés Magiques
Die Fédération Internationale des Sociétés Magiques (FISM) (dt.: Internationaler Verband Magischer Gesellschaften) wurde im Jahre 1948 gegründet und ist heute die wohl bedeutendste Institution der Zauberkunst. Er ist der Dachverband, der die vielen nationalen und internationalen Clubs und Vereinigungen unter sich vereint und koordiniert. Heute gehören ca. 70.000 Zauberkünstler aus  49 Ländern mit insgesamt 97 Mitgliedsvereinen der FISM an (siehe Liste der FISM-Mitglieder). Das Präsidium der FISM besteht seit Juli 2022 aus dem Präsidenten Andrea Baioni (Italien) und den beiden Vizepräsidenten Peter Din (Frankreich) und Satoru Yamamoto (Japan).

## Geschichte
Die Wurzeln der FISM gehen bis in das Jahr 1937 nach Paris, Frankreich zurück. Bei einem Treffen der bereits 34 Jahre bestehenden ASAP, Association Syndicale des Artistes Prestidigitateurs (dt.: Vereinigung der Taschenspielkünstler), die ein monatliches Magazin, Le Journal de la Prestidigitation, herausgab, initiierte deren Vize-Präsident Jules Dhotel mit der ASAP ein internationales Treffen in Paris im Oktober 1939. Sein Ziel war es, jedes Jahr ein neues Treffen in einem anderen Land auszurichten. Die Pläne dazu wurden konkreter, aber als die deutschen Truppen im September 1939 in Polen einfielen, musste das Treffen abgesagt werden. Nach dem Zweiten Weltkrieg wurde der Zeitplan jedoch wieder aufgenommen. Ein Hotel in Amsterdam, Niederlande beherbergte 1946 einen internationalen Kongress der Magier, mit mehr als 300 Teilnehmern aus ganz Europa, bei dem Vorlesungen, Ausstellungen von antiken Büchern und Apparaten, Touren durch Amsterdam, eine öffentliche Show, und ein Wettbewerb mit 20 Zauberkünstlern abgehalten wurden. Es gab zu dieser Zeit noch keine Kategorien und somit wurden lediglich die 3 besten Trickkünstler geehrt. Den ersten Preis erhielt der französische Amateur-Zauberkünstler Jean Valton, für seine außergewöhnlichen Leistungen im Bereich der Kartenkunst und -manipulation. Zweiter wurde der schottische Amateur-Zauberkünstler John Ramsey und den dritten Platz belegte das Ehepaar „De Flezkis“, mit ihrer Darbietung einer Kombination aus Tanz und Trickkunst.
1947 fand der „Congrès Magique International“ mit 500 Anwesenden aus 18 Ländern und 70 Teilnehmern an den Wettbewerben statt. Bei diesem Kongress wurde über die Gründung einer internationalen Organisation diskutiert und der Name der FISM wurde vorgeschlagen. Während Details noch ausgearbeitet wurden, fand der in dieser Form noch bestehende Kongress weiterhin jährlich statt.
Auf den Kongressen 1950 in Barcelona sowie 1955 Amsterdam belegte der Niederländer Fred Kaps jeweils den 1. Platz. Zusammen mit seinem Grand-Prix-Sieg von 1961 in Lüttich ist er damit der einzige Teilnehmer, der dreimal den Weltmeistertitel in der Gesamtwertung errungen hat. Der Niederländer Richard Ross und der Franzose Pierre Brahma schafften dies zweimal, Brahma beim ersten Mal jedoch nur mit einem geteilten Titel mit dem Deutschen Mr. Cox.

## Aufgabe
Das Ziel der Organisation ist es, eine zentrale „Stimme“ für die Welt der Zauberkunst zu werden, sie in ihrer Entwicklung zu unterstützen, sie hervorzuheben und zu fördern. Sie koordiniert die Aktivitäten ihrer Mitglieder und engagiert sich für deren Kommunikation untereinander, ebenso wie den Austausch von Wissen. Heute kämpft die FISM gegen das Kopieren und die ungewünschte Veröffentlichung von magischen Ideen, Erfindungen und Routinen.

## Welt- und Regionenmeisterschaften
Die FISM ist Ausrichter der alle drei Jahre stattfindenden World Championships of Magic. Der nächste Kongress ist für den 14. bis 19. Juli 2025 in Turin Italien statt. Des Weiteren richtet sie seit 2011 die North American Championships of Magic und die European Championship of Magic aus.

## Grand-Prix-Sieger
|     | Jahr | Austragungsort (Land)        | Bühnenpräsentation                                                            |                          |
| 0−  | 1946 | Amsterdam (Niederlande)      | Jean Valton (Frankreich)                                                      |                          |
| 0−  | 1947 | Paris (Frankreich)           | Nic Niberco (Niederlande)                                                     |                          |
| 01. | 1948 | Lausanne (Schweiz)           | Willane (William H. Lane) (England)                                           |                          |
| 02. | 1949 | Amsterdam (Niederlande)      | Viggo Jahn (Dänemark)                                                         |                          |
| 03. | 1950 | Barcelona (Spanien)          | Mystica (Fred Kaps) (Niederlande)                                             |                          |
| 04. | 1951 | Paris (Frankreich)           | Geoffrey Buckingham (England)                                                 |                          |
| 05. | 1952 | Genf (Schweiz)               | Dennis Moroso (Italien)                                                       |                          |
| 06. | 1955 | Amsterdam (Niederlande)      | Fred Kaps (Niederlande)                                                       |                          |
| 07. | 1958 | Wien (Österreich)            | Tonny van Dommelen (Niederlande)                                              |                          |
| 08. | 1961 | Lüttich (Belgien)            | Fred Kaps (Niederlande)                                                       |                          |
| 09. | 1964 | Barcelona (Spanien)          | Mr. Cox (Deutschland), Pierre Brahma (Frankreich)                             |                          |
| 10. | 1967 | Baden-Baden (Deutschland)    | Di Sato (Harry Thiery) (Niederlande)                                          |                          |
| 11. | 1970 | Amsterdam (Niederlande)      | Richard Ross (Niederlande)                                                    |                          |
| 12. | 1973 | Paris (Frankreich)           | Richard Ross (Niederlande)                                                    |                          |
| 13. | 1976 | Wien (Österreich)            | Pierre Brahma (Frankreich)                                                    |                          |
| 14. | 1979 | Brüssel (Belgien)            | Ger Copper (Niederlande), Sultangali Shukurov & Sara Kabigujina (Sowjetunion) |                          |
| 15. | 1982 | Lausanne (Schweiz)           | Lance Burton (USA)                                                            |                          |
| 16. | 1985 | Madrid (Spanien)             | Javier & Ana (Spanien)                                                        |                          |
| 17. | 1988 | Den Haag (Niederlande)       | Johnny Ace Palmer (USA)                                                       |                          |
| 18. | 1991 | Lausanne (Schweiz)           | Vladimir Danilin (Russland)                                                   |                          |
| 19. | 1994 | Yokohama (Japan)             | Franklin (Deutschland)                                                        |                          |
| 20. | 1997 | Dresden (Deutschland)        | Ivan Necheporenko (Russland)                                                  |                          |
| 21. | 2000 | Lissabon (Portugal)          | Scott & Muriel (Scott Nelson, Muriel Brugman) (Niederlande)                   |                          |
| 21. | 2000 | Lissabon (Portugal)          | Scott & Muriel (Scott Nelson, Muriel Brugman) (Niederlande)                   | Close up                 |
| 22. | 2003 | Den Haag (Niederlande)       | Norbert Ferré (Frankreich)                                                    | Jason Latimer (USA)      |
| 23. | 2006 | Stockholm (Schweden)         | Pilou (Frankreich)                                                            | Rick Merrill (USA)       |
| 24. | 2009 | Peking (Volksrepublik China) | Soma (Ungarn)                                                                 | Shawn Farquhar (Kanada)  |
| 25. | 2012 | Blackpool (England)          | Yu Ho Jin (Korea)                                                             | Yann Frisch (Frankreich) |
| 26. | 2015 | Rimini (Italien)             | Hector Mancha (Spanien)                                                       | Pierric (Schweiz)        |
| 27. | 2018 | Busan (Südkorea)             | Miguel Munoz (Spanien)                                                        | Eric Chien (Taiwan)      |
| 28. | 2022 | Québec (Kanada)              | Laurent Piron (Belgien)                                                       | Simon Coronel (USA)      |

## FISM im deutschsprachigen Raum
In Deutschland gastierte die FISM vom 7. bis 12. Juli 1997 mit der Ausrichtung der World Championship of Magic im Dresdener Kulturpalast, davor war sie vom 5. bis 9. Juli 1967 in Baden-Baden.
In Österreich gastierte die FISM 1958 im Ronacher und in den Sofiensälen und 1976 im Wiener Konzerthaus jeweils in Wien.
In der Schweiz gastierte die FISM 1948, 1982 und 8. bis 13. Juli 1991 (Palais de Beaulieu) in Lausanne sowie 1952 in Genf.

## FISM Preisträger aus Deutschland

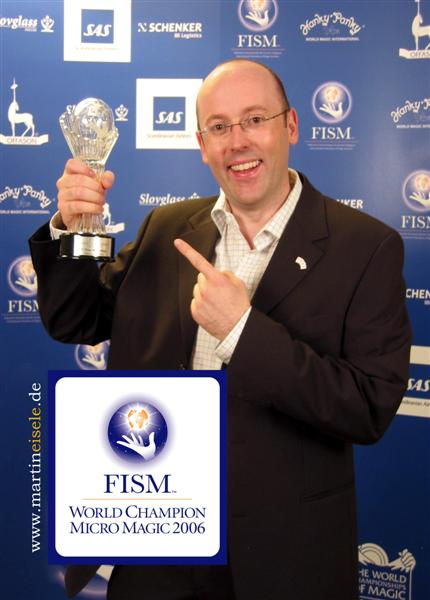
Martin Eisele 2006 mit einem Spartenpokal (Gewinner Mikromagie)

Mit Mr. Cox gewann 1964 in Barcelona erstmals ein deutscher Künstler den Gesamt-Weltmeistertitel (Grand Prix), gemeinsam mit dem Franzosen Pierre Brahma. 1994 gewann in Yokohama der als Franklin bekannte Frank Schmidt den Grand Prix.
Liste aller deutschen FISM-Weltmeister in Einzelsparten
| Name                                 | Jahr | Ort         | Sparte           |
| ------------------------------------ | ---- | ----------- | ---------------- |
| Manfred Thumm                        | 1967 | Baden-Baden | Großillusionen   |
| Joe Nex                              | 1967 | Baden-Baden | Allgemeine Magie |
| Lipp                                 | 1973 | Paris       | Erfindungen      |
| Roy Gardener & Wittus Witt           | 1976 | Wien        | Comedy           |
| The Morettis                         | 1976 | Wien        | Großillusionen   |
| Hans Moretti                         | 1979 | Brüssel     | Mentalmagie      |
| Fee Eleisa                           | 1979 | Brüssel     | Ladies           |
| Santo & Monique                      | 1985 | Madrid      | Mentalmagie      |
| Topas                                | 1991 | Lausanne    | Manipulation     |
| Die Plebsbüttel                      | 1994 | Yokohama    | Comedy           |
| Tomoyouki Osaka (Pius Maria Cüppers) | 1997 | Dresden     | Comedy           |
| Junge, Junge!                        | 1997 | Dresden     | Allgemeine Magie |
| Frank Musilinski                     | 2000 | Lissabon    | Großillusionen   |
| Die Zauderer                         | 2003 | Den Haag    | Comedy           |
| Gaston                               | 2006 | Stockholm   | Parlour          |
| Martin Eisele                        | 2006 | Stockholm   | Mikromagie       |
| Julius Frack                         | 2009 | Peking      | Großillusionen   |
| Jan Logemann                         | 2012 | Blackpool   | Kartenmagie      |
| Patrick Lehnen                       | 2012 | Blackpool   | Kartenmagie      |
| Christoph Kuch                       | 2012 | Blackpool   | Mentalmagie      |
| Thommy Ten & Amélie van Tass         | 2015 | Rimini      | Mentalmagie      |
| Jakob Mathias                        | 2015 | Rimini      | Großillusion     |
| Marc Weide                           | 2018 | Busan       | Parlour Magic    |